# Mímesis
Mímesis o mimesis es un concepto estético, utilizado en la crítica literaria y la filosofía. Tiene una amplia gama de significados, incluyendo imitatio, imitación, similitud no sensible,  receptividad, representación, mimetismo, acto de expresión, acto de semejanza y presentación de sí.  A partir de Aristóteles, se denomina así a la imitación de la naturaleza como fin esencial del arte. El vocablo castellano proviene directamente del latino mimēsis, que a su vez deriva del griego μίμησις [mímesis].
El término griego antiguo original mīmēsis (μίμησις) deriva de mīmeisthai (μιμεῖσθαι, 'imitar'), a su vez proveniente de mimos (μῖμος, 'imitador, actor').  En la antigua Grecia, la mīmēsis era una idea que regía la creación de obras de arte, en particular, con correspondencia con el mundo físico entendido como modelo de la belleza, la verdad y el bien.  Platón contrastó la mimesis o imitación con la diégesis o narración.  Después de Platón, el significado de mímesis finalmente se desplazó hacia una función específicamente literaria en la sociedad griega antigua.
Se diferencia del concepto de “representación” principalmente en la naturaleza de su mecánica, en la que la mímesis se resiste a la comparación con el referente y a convertirse en algo equivalente al original. Sin embargo, el ejercicio mimético obliga el uso de rasgos representativos. Si bien “mímesis” es un sinónimo adecuado para “analogía”, en general se habla de mímesis cuando existe un parecido o semejanza más exacta con su original.
Uno de los estudios modernos más conocidos sobre la mimesis, entendida en la literatura como una forma de realismo, es Mimesis: The Representation of Reality in Western Literature de Erich Auerbach, que comienza con una comparación entre la forma en que se representa el mundo en la Odisea de Homero y la  forma en que aparece en la Biblia.
Además de Platón y Auerbach, la mimesis ha sido teorizada por pensadores tan diversos como Aristóteles, Olympe de Gouges, Philip Sidney, Samuel Taylor Coleridge, Adam Smith, Gabriel Tarde, Sigmund Freud, Walter Benjamin, Theodor Adorno, Paul  Ricœur, Luce Irigaray, Jacques Derrida, René Girard, Nikolas Kompridis, Philippe Lacoue-Labarthe, Michael Taussig, Merlin Donald, Homi Bhabha y Roberto Calasso.

## Filosofía
Platón señala que la mímesis es solo la apariencia sensorial de las imágenes exteriores de las cosas, que constituyen el mundo opuesto al de las ideas. Esta imitación de la realidad, solo es una copia de la copia del mundo de las ideas. Por consiguiente, Platón renuncia a la imitación (mímesis) del mundo para adoptar el relato (lexis), en tanto este es la narración de la historia (diégesis), sin la presentación de los personajes, a través de un modelo de imitación de un acontecimiento a través de palabras. Por el contrario, para Aristóteles, no cabe la imitación del mundo ideal, en la Poética, la mímesis y su función imitativa es el modo esencial del arte para representar a la acción humana. Destacando, por este motivo, la función del poeta como el reconstructor de la fábula, a través de la imitación efectuada por los personajes en acción.
Para Aristóteles todas las artes son imitación, así por ejemplo distingue entre historia y poética, donde la poética es la imitación de hechos, fábulas “verosímiles” (que podrían ser reales), una imitación de las cosas reales según distintos medios (pintura, palabra, etc.) Siguiendo con el razonamiento aristotélico, la base del aprendizaje es la mímesis o imitación, que es connatural al hombre -incluso llega a decir en estas palabras que el hombre es un animal mimético-, por tanto, toda imitación produce un aprendizaje. Aprender agrada a los hombres, es decir, hay un componente importantísimo y es el placer. “Ver” lo imitado, aquello que es producto de la mímesis produce placer, y por esto a los hombres les agradan las artes. 
El filósofo contemporáneo Nelson Goodman desarrolla un complejo análisis de corte estructuralista sobre la teoría de los signos, señalando que es imposible imitar la realidad tal como es, puesto que siempre toda visión va acompañada de una interpretación bajo ciertas convenciones, por lo que definir la noción de imitación llevaría a un sinnúmero de confusiones, ya que no existe un ojo natural “inocente”; por lo tanto, desde las preocupaciones en torno a las representaciones de lo real, no habría relación lógica entre el parecido (mímesis) de la realidad y los códigos empleados para su representación.

### Mímesis frente a diégesis
Tanto Platón como Aristóteles contrastaron “mímesis” con “diégesis”. En la diégesis la obra de arte no representa nada de la realidad, sino que es aquello que existe con una gramática propia solamente para el autor. Es aquello que expresa directa, libre y creativamente, sus fantasías y sueños en contraste con mímesis.
En el Libro III de su República (c. 373 a. C.), Platón examina el estilo de la poesía (el término incluye comedia, tragedia, épica y poesía lírica): Distingue entre narración o informe (diégesis) e imitación o representación (mímesis). La tragedia y la comedia, continúa explicando, son tipos totalmente imitativos; el ditirambo es totalmente narrativo; y su combinación se encuentra en la poesía épica. Cuando informa o narra, "el poeta habla en su propia persona; nunca nos hace suponer que es otra persona"; cuando imita, el poeta produce una "asimilación de sí mismo a otro, ya sea mediante el uso de la voz o del gesto"  En los textos dramáticos, el poeta nunca habla directamente; en los textos narrativos, el poeta habla como sí mismo.
En su Poética, Aristóteles argumenta que los tipos de poesía (el término incluye el drama, la música de flauta y la música de  lira para Aristóteles) pueden diferenciarse de tres maneras: según su medio, según sus objetos, y según su modo o manera (sección I); "Porque siendo el medio el mismo, y los objetos los mismos, el poeta puede imitar narrando -en cuyo caso puede tomar otra personalidad, como hace Homero, o hablar en su propia persona, sin cambiar- o puede presentar a todos sus personajes como vivos y moviéndose ante nosotros."
Aunque conciben la mímesis de maneras bastante diferentes, su relación con la diégesis es idéntica en las formulaciones de Platón y Aristóteles.
En ludología, la mímesis se utiliza a veces para referirse a la autoconsistencia de un mundo representado, y a la disponibilidad de racionalizaciones en el juego para los elementos de la jugabilidad. En este contexto, la mímesis tiene un grado asociado: se dice que los mundos altamente autoconsistentes que ofrecen explicaciones para sus puzles y mecánicas de juego muestran un mayor grado de mímesis. Este uso se remonta al ensayo "Crimes Against Mimesis".

## Historia del arte
La aplicación del concepto de mímesis se desarrolló ampliamente a través del género de la naturaleza muerta, donde el pintor encontraba, en la excepcional inmovilidad del modelo, el provecho de exaltar ante un público su capacidad de duplicar la realidad, a pesar de que estas imágenes sean además diegéticas (cargadas de ficción) y en consecuencia bajo un efecto de credibilidad.
En el siglo XIX, ante la aparición de la fotografía, se consideró este instrumento como el medio más satisfactorio de imitación perfecta (objetiva) de la realidad, según leyes de mecánica y óptica, sin la intervención de la mano del artista. A través de esta concepción mecánica de la realidad se inició el cuestionamiento de la función de la pintura, dentro de la función imitativa, como también se inició el análisis del estatuto de la fotografía dentro del arte, en tanto se trata de un medio tecnológico que se opone al trabajo (manual) del artista.

## Sociología
Existen tres tipos de enfoques ante la mímesis: estudiar el recorrido de las imágenes, los textos y las personas entre distintas esferas de actividad (meme); prestar atención a la relación compleja que se establece entre la copia y el modelo; o investigar los modelos de la interpretación, la escenografía y la representación.
Las relaciones entre original y copia, las semejanzas y diferencias entre las prácticas de reproductividad contribuyen a captar la incidencia de los términos que empleamos para definir las culturas, las sociedades o alguno de sus aspectos. 
Aunque la creatividad social parece explicarse solo por mímesis, los trabajos de Jean-Noël Darde y Annie Gentès revelan el lugar que ocupan actualmente los reflejos en la estructuración de la línea que siguen las informaciones y la imposibilidad de pensar en estas informaciones en términos de contrato de comunicación o de perspectivas. Necesitamos la representación para materializar nuestras prácticas, incluso las intelectuales. Las posibilidades creativas o represivas de la mímesis no dependen obligatoriamente de la intención discursiva de los actores. Christoph Wulf subraya este hecho apoyándose en los rituales y ceremonias de lo social. El trabajo de las mujeres en la publicidad (Simone Davis) o los públicos de los museos (Roger Silverstone) no se ven y, sin embargo, son fundamentales para entender la forma en que pueden llegar a actuar; esta actuación puede ser múltiple pero responde a expectativas definidas por parte de los organizadores, los museos o los medios de comunicación.

## Imitación Dionisíaca
La imitatio dionisíaca es el influyente método literario de imitación formulado por el autor griego Dionisio de Halicarnaso en el siglo I a. C., quien lo concibió como una técnica de retórica: emular, adaptar, reelaborar y enriquecer un texto original de un autor anterior.
El concepto de Dionisio marcó una desviación significativa del concepto de mimesis formulado por Aristóteles en el siglo IV a. C., que solo se preocupaba por la "imitación de la naturaleza" en lugar de la "imitación de otros autores". Los oradores y retóricos latinos adoptaron el  método literario de imitatio de Dionisio y descartó la mimesis de Aristóteles.

## Uso moderno

### Olympe de Gouges
En su trabajo "Le bonheur Primitif", que puede ser encuadrado en filosofía política, Gouges destaca que el hombre primitivo era más feliz, y muestra cierto escepticismo acerca de la contribución de la educación, la cultura, la ciencia y las artes en general, a la felicidad humana. En la parte titulada ‘Proyecto para un Segundo Teatro’ muestra que es a través de las artes que puede ser conseguida de nuevo la primitiva felicidad y utiliza el concepto de emulación, de mímesis, para explicar cómo. Gouges sostiene que lo que impulsa el progreso humano no es, como otros sugirieron antes que ella, la envidia o la competencia, sino la emulación, un concepto que tiene sus raíces en la ética de la virtud de la antigüedad y, en particular, en la mímesis, el proceso de aprendizaje a través de la imitación, que se encuentra en los relatos antiguos sobre política, educación, pero también sobre música y tragedia.

### Samuel Taylor Coleridge
Refiriéndose a ella como imitación, el concepto de mimesis fue crucial para la teoría de la imaginación de Samuel Taylor Coleridge.  Coleridge comienza sus pensamientos sobre la imitación y la poesía de Platón, Aristóteles y Philip Sidney, adoptando su concepto de imitación de la naturaleza en lugar de otros escritores.  Su alejamiento de los pensadores anteriores radica en su argumento de que el arte no revela una unidad de esencia a través de su capacidad para lograr la igualdad con la naturaleza.  Coleridge afirma: “la composición de un poema se encuentra entre las artes imitativas;  y que la imitación, a diferencia de la copia, consiste o en la interfusión de lo MISMO en lo radicalmente DIFERENTE, o lo diferente en una base radicalmente igual”.
Aquí, Coleridge opone la imitación a la copia, refiriéndose esta última a la noción de William Wordsworth de que la poesía debería duplicar la naturaleza capturando el habla real.  Coleridge, en cambio, argumenta que la unidad de la esencia se revela precisamente a través de diferentes materialidades y medios.  La imitación, por lo tanto, revela la igualdad de los procesos en la naturaleza.

### Erich Auerbach
Uno de los estudios modernos más conocidos sobre la mimesis, entendida en la literatura como una forma de realismo, es Mimesis: The Representation of Reality in Western Literature de Erich Auerbach, que comienza con una famosa comparación entre la forma en que se representa el mundo en la Odisea de Homero y  la forma en que aparece en la Biblia.  A partir de estos dos textos seminales, el primero occidental y el segundo escrito por varios escritores de Oriente Medio, Auerbach sienta las bases para una teoría unificada de la representación que abarca toda la historia de la literatura occidental, incluidas las novelas modernistas que se escribieron en ese momento.  Auerbach comenzó su estudio.

### Walter Benjamín
En su ensayo, "Sobre la facultad mimética" (1933), Walter Benjamin esboza las conexiones entre la mimesis y la magia simpática, imaginando un posible origen de la astrología que surge de una interpretación del nacimiento humano que asume su correspondencia con la aparición de una constelación que se eleva estacionalmente y augura que  nueva vida tomará aspectos del mito conectado a la estrella.

### Luce Irigaray
La feminista belga Luce Irigaray, usó el término para describir una forma de resistencia en la que las mujeres imitan de manera imperfecta los estereotipos sobre sí mismas para exponer y socavar dichos estereotipos.

### Michael Taussig
En Mimesis and Alterity (1993), el antropólogo Michael Taussig examina la forma en que las personas de una cultura adoptan la naturaleza y la cultura de otra (el proceso de mimesis) al mismo tiempo que se distancian de ella (el proceso de alteridad).  Describe cómo una tribu legendaria, los "indios blancos" (el pueblo Guna de Panamá y Colombia), han adoptado en varias representaciones figuras e imágenes que recuerdan a los blancos que encontraron en el pasado (sin reconocerlo).
Taussig, sin embargo, critica a la antropología por reducir a otra cultura, la de los Guna, por haber quedado tan impresionados por las tecnologías exóticas de los blancos que los elevaron a la condición de dioses.  Para Taussig este reduccionismo es sospechoso, y lo argumenta desde ambos lados en su Mimesis and Alterity para ver los valores en la perspectiva de los antropólogos mientras defiende simultáneamente la independencia de una cultura vivida desde la perspectiva del reduccionismo antropológico.

### René Girard
En Cosas ocultas desde la fundación del mundo (1978), René Girard postula que el comportamiento humano se basa en la mímesis y que la imitación puede engendrar conflictos sin sentido.  Girard señala el potencial productivo de la competencia: "Es debido a esta capacidad sin precedentes para promover la competencia dentro de límites que siempre son aceptables socialmente, si no individualmente, que tenemos todos los logros asombrosos del mundo moderno", pero afirma que la competencia sofoca el progreso.  una vez que se convierte en un fin en sí mismo: "los rivales son más propensos a olvidarse de los objetos que son la causa de la rivalidad y, en cambio, se fascinan más entre sí.

### Roberto Calasso
En El presente innombrable, Calasso describe la forma en que la mimesis, llamada "Mimesis" por Joseph Goebbels, aunque es una habilidad humana universal, fue interpretada por el Tercer Reich como una especie de pecado original atribuible al "judío".  Por lo tanto, una objeción a la tendencia de los seres humanos a imitarse unos a otros en lugar de "simplemente ser ellos mismos" y un deseo complementario y fantaseado de lograr un retorno a un patrón eternamente estático de depredación por medio de la "voluntad" expresada como asesinato en masa sistemático. Se convirtió en el argumento metafísico (argumentos circunstanciales subyacentes, temporalmente contingentes desplegados de manera oportunista con fines propagandísticos) para perpetrar el Holocausto entre la élite nazi.  En la medida en que este problema o este propósito alguna vez fue explícitamente discutido en forma impresa por el círculo íntimo de Hitler, en otras palabras, esta fue la justificación (que aparece en el ensayo "Mimickry" en un libro de tiempos de guerra publicado por Joseph Goebbels). El texto sugiere que una falla radical en entender la naturaleza de la mímesis como un rasgo humano innato o una violenta aversión a la misma, tiende a ser un síntoma diagnóstico del carácter totalitario o fascista si no es, de hecho, el ocultismo original tácito, impulso que animó la producción de movimientos totalitarios o fascistas.
El argumento de Calasso aquí hace eco, condensa e introduce nueva evidencia para reforzar uno de los temas principales de la Dialéctica de la Ilustración de Adorno y Horkheimer (1944), que estaba en diálogo con un trabajo anterior que insinuaba en esta dirección por Walter Benjamin, quien murió durante  un intento de escapar de la gestapo. Calasso insinúa y hace referencia a este linaje a lo largo del texto.  El trabajo puede leerse como una aclaración de sus gestos anteriores en esta dirección, escritos mientras se desarrollaba el Holocausto.
El libro anterior de Calasso, The Celestial Hunter, escrito inmediatamente antes de The Unnamable Present, es una cosmología especulativa informada y erudita que describe los posibles orígenes y la evolución cultural prehistórica temprana de la facultad mimética humana. En particular, los capítulos primero y quinto del libro ("En la época del gran cuervo" y "Sabios y depredadores") se centran en el terreno de la mimesis y sus primeros orígenes, aunque las percepciones en este territorio aparecen como motivo en cada capítulo de  el libro.

## Nota
1. ↑  Plato, .iii.html La República, Libro III], traducido por B. Jowett. (También disponible a través de Proyecto Gutenberg]:

¿Supongo que eres consciente de que toda mitología y poesía es una narración de acontecimientos, ya sean pasados, presentes o venideros? 
Ciertamente, respondió. 
¿Y la narración puede ser simple narración, o imitación, o una unión de ambas? / [...] / ¿Y esta asimilación de sí mismo a otro, ya sea por el uso de la voz o del gesto, es la imitación de la persona cuyo personaje asume? / Por supuesto. / Entonces, en este caso, ¿puede decirse que la narración del poeta procede por imitación? / Muy cierto. / 
O, si el poeta aparece en todas partes y nunca se oculta a sí mismo, entonces, de nuevo, la imitación desaparece y su poesía se convierte en simple narración.
2. ↑  Platon, 360 a.C., .iii.html La República, Libro III, traducido por B. Jowett. (También disponible a través de Proyecto Gutenberg).
3. ↑  Aristotle, Poetics § I
4. ↑  Aristóteles, Poética' § III